# Shebada in charge
Shebada in charge ist eine Sitcom, die 2013 in Jamaika produziert wurde.

## Handlung
Hauptprotagonist Shebada ist Angestellter im Alice Wholesale and Joint, einem Lebensmittelgeschäft kombiniert mit einer Kneipe. Bis zum Ende der ersten Folge weiß Shebada noch nicht, dass er der Neffe der Eigentümerin Mrs. Alice ist.
Die Mischung aus der liebenswerten Art von Mrs. Alice, dem jungen Shebada, dem sehr strikten und strengen Mr. Denburd und den anderen zwei Mitarbeiterinnen sorgen für Konflikte und Lacher innerhalb der Episoden. Nachdem am Ende der ersten Episode Mrs. Alice ein Aneurysma erleidet und vorübergehend aus dem Geschäft ausscheidet, wird Shebada vorübergehender Vorgesetzter, was bei Denburd zur Ohnmacht führt, als er die Nachricht erfährt.

## Besetzung und Synchronisation
| Rollenname  | Schauspieler/in  | Episoden |
| ----------- | ---------------- | -------- |
| Shebada     | Keith Ramsay     | 1–6      |
| Mrs. Alice  | Deon Silvera     | 1–6      |
| Delovres    | Monique Ellis    | 1–6      |
| Mcruma      | Akeem Mignot     | 1–6      |
| Hyacinth    | Denese Foster    | 1–6      |
| Mr. Denburd | Patrick Whildman | 1–6      |
|             | Trudy Campbell   | 1–6      |

## Produktion und Veröffentlichung
Wie in Jamaika üblich, handelt es sich auch bei Shebada in Charge um eine rein im Studio produzierte Sitcom. Jedoch wurden auch Außenkulissen der Innenstadt von Jamaika verwendet. In Jamaika wurde die Serie 2013 im öffentlichen Fernsehsender CVM-TV ausgestrahlt. In den USA erschien die Serie auf DVD sowie online auf Youtube, Netflix und Tiktok.